# Charles-Philippe d'Orléans
Ne doit pas être confondu avec Charles-Philippe d'Orléans (1905-1970).
Charles-Philippe d'Orléans (parfois appelé Carlos Felipe de Orleans, en espagnol), duc d’Anjou, est né le 3 mars 1973 dans le 15e arrondissement de Paris. Membre de la maison d'Orléans, c'est une personnalité du Gotha, qui a notamment été militaire, grand maître d'une des branches de l'ordre de Saint-Lazare, participant à une émission de téléréalité, entrepreneur et auteur. Figure relativement médiatique, il a été au centre de plusieurs polémiques.

## Famille
Charles-Philippe d’Orléans est le fils aîné de Michel d’Orléans (1941), comte d'Évreux, et de sa première épouse Béatrice Pasquier de Franclieu (1941).
Par son père, il est le petit-fils d'Henri d'Orléans (1908-1999), comte de Paris et prétendant orléaniste à la couronne de France, et de son épouse la princesse franco-brésilienne Isabelle d'Orléans-Bragance (1911-2003). Par sa mère, il est le petit-fils de Bruno Pasquier de Franclieu (1914-1944) et de sa femme Jacqueline Françoise Térisse (1918-2006).
Charles-Philippe est donc le cousin germain du prétendant orléaniste actuel, Jean d'Orléans (1965), comte de Paris.
Les 20 et 21 juin 2008, Charles-Philippe d'Orléans épouse en premières noces civiles et religieuses, à Évora, au Portugal, Diana Álvares Pereira de Melo (en) (1978), duchesse de Cadaval, dont il divorce en décembre 2022. Fille de Jaime Álvares Pereira de Melo (1913-2001) et de Claudine Tritz (1943),, la jeune femme est également une lointaine cousine du prétendant à la couronne de Portugal, Duarte (1945), duc de Bragance, qui est par ailleurs son parrain. Le divorce est prononcé le 29 novembre 2022 par le juge aux affaires familiales près le tribunal de Cascais au Portugal.
Le couple a une fille, la princesse Isabelle d'Orléans (née à Lisbonne le 22 février 2012).
Le 9 septembre 2023, Charles-Philippe d'Orléans épouse en secondes noces civiles, à Orléans, Naomi-Valeska Salz (1981), fille de Wolfgang et Karola Salz. Naomi Salz est veuve du styliste allemand Otto Kern, décédé à Monaco en décembre 2017, qu'elle avait épousé à Monte-Carlo le 20 juin 2008. 
Ce remariage est célébré sans le consentement dynastique de son cousin, le comte de Paris, chef de la maison d'Orléans.

## Biographie

### Jeunesse

#### Enfance et adolescence
Premier fils et troisième enfant de Michel d'Orléans et de Béatrice Pasquier de Franclieu, Charles-Philippe d'Orléans voit le jour le 3 mars 1973 dans le 15e arrondissement de Paris. Baptisé quelques jours plus tard, le 24 mars, en la chapelle des pères dominicains du Faubourg Saint-Honoré, il reçoit pour parrain et marraine Jean-Louis Masurel (en) et Isabelle d'Harcourt, princesse Murat. Son prénom est un hommage à Charles-Philippe d'Orléans (1905-1970), duc de Nemours, qui a soutenu ses parents au moment de leur mariage, et cela en dépit de l'opposition du comte de Paris.
Le chef des Orléans considérant le mariage de son fils Michel avec Béatrice Pasquier de Franclieu comme une union non conforme aux lois de la maison de France, il refuse de voir en Charles-Philippe un membre dynaste de l'ancienne famille royale. Dans ces conditions, l'enfant ne reçoit de son grand-père ni le titre de courtoisie de prince, ni le prédicat honorifique d'Altesse royale. De 1976 (date de la réconciliation de ses parents avec le comte de Paris) à 1999 (date du décès du comte de Paris), il n'est ainsi, pour les orléanistes, que « comte Charles-Philippe d'Évreux ».
Le prince Charles-Philippe d'Orléans passe l'essentiel de son enfance et de son adolescence en Espagne, où ses parents s'établissent lorsqu'il a trois mois. Il grandit aux côtés de ses sœurs aînées Clotilde (née en 1968) et Adélaïde (née en 1971) et de son frère cadet François (né en 1982). Le comte et la comtesse d'Évreux se séparent en 1994, mais leur divorce n'est prononcé qu'en 2012.

#### Stage au HCR et carrière militaire
D'abord élève au lycée français de Madrid, Charles-Philippe part ensuite effectuer ses études secondaires en France, au collège de Juilly et au lycée Charlemagne, à Paris. Après son baccalauréat, il effectue un stage à l'Organisation des Nations unies, à Genève, et travaille alors pour le Haut Commissariat des Nations unies pour les réfugiés. Sa première mission se déroule pendant la crise du Rwanda, en 1994. Il est alors l'un des responsables de la presse et de la mise en place d'infrastructures logistiques dans les camps de réfugiés de Kigali.
Charles-Philippe d'Orléans réalise ensuite son service militaire dans l'infanterie de marine française, d'abord en Martinique, puis dans l'hexagone. Une fois ses classes terminées, il s'engage dans l'Armée et sert notamment en ex-Yougoslavie, où il est nommé au Service d'informations et de relations publiques des armées,. En 2001, il est attaché de presse de la présidence française de l'Union européenne pour le compte du ministère des Affaires étrangères.
Après une dizaine d'années passées au sein des forces armées, il reprend sa formation. Il étudie alors la communication institutionnelle, avant d'entreprendre un master en économie à la Sorbonne.

### Une personnalité controversée

#### Une titulature contestée
Le 19 juin 1999, Henri d'Orléans, son grand-père et chef de la maison d'Orléans, meurt. Quelques jours plus tard, le 24 juin 1999, le nouveau prétendant orléaniste au trône de France décide de « réparer […] les injustices commises contre [ses] frères Michel et Thibaut [ainsi que leurs descendants], sans pour autant défaire les avantages donnés précédemment [à son frère Jacques et aux fils de celui-ci] ». En conséquence, Charles-Philippe reçoit de son oncle le titre de courtoisie de prince d'Orléans, la qualité de petit-fils de France et le prédicat honorifique d'altesse royale.
Par ailleurs, le 8 décembre 2004, le comte de Paris lui attribue le titre de courtoisie de duc d'Anjou. Il s'agit là d'une « promotion » controversée puisque le titre est traditionnellement porté par les aînés des Capétiens depuis 1883 et que Louis de Bourbon, prétendant légitimiste au trône de France, l'a repris à la mort de son père en 1989. Dans ces conditions, le mouvement légitimiste s'insurge. Ainsi, en 2006, le secrétariat du chef de la maison de Bourbon « souligne que c'est non seulement en vertu des dispositions pertinentes du droit monarchique traditionnel, notamment des anciennes lois fondamentales, mais aussi à la suite d'une décision de la justice française, que seul l'aîné de la maison de Bourbon est habilité à conférer des titres et donc à porter celui de duc d'Anjou et à en arborer les armes ». Il rappelle, en outre, « que les « Ordres royaux et militaires de Notre Dame du Mont Carmel et de Saint Lazare de Jérusalem réunis » ont été volontairement éteints par leur dernier grand maître, le roi Louis XVIII [et] qu'en 1998, le Grand chancelier de la Légion d’honneur a ordonné au soi-disant ordre de Saint-Lazare de Jérusalem de prendre la dénomination d'association des Hospitaliers de Saint-Lazare de Jérusalem et de renoncer définitivement « …à la qualification d'ordre dont elle se parait et qu'elle utilisait indûment au regard de la législation nationale en vigueur… » ».

#### Liens avec de faux ordres ukrainiens
Dans un communiqué du 6 juin 2003, le prince Henri d'Orléans, comte de Paris et duc de France, condamne, au côté de la grande chancellerie de la Légion d'honneur, l'adhésion du prince Charles-Philippe d'Orléans à un « ordre chevaleresque créé par un faux prince ukrainien », dénommé « ordre sacré de l'Archange Saint-Michel », avec lequel il s'est affiché en janvier 2003 à l'occasion d'un « grand bal royal d'Ukraine ». Le comte de Paris demande à son neveu de remettre sa démission de cet ordre.
En 2001, Charles-Philippe d'Orléans a aussi été décoré comme « commandeur de l'ordre sacré de Saint-Stanislas », qui n'est pas l'ordre de Saint-Stanislas de la maison impériale de Russie, mais un ordre homonyme ukrainien.

#### Liens avec l'ordre militaire et hospitalier de Saint-Lazare
En mars 2004, Charles-Philippe d'Orléans tente de se faire élire grand maître des obédiences réunifiées de l'ordre militaire et hospitalier de Saint-Lazare de Jérusalem lors du chapitre-général qui se déroule à Toronto. Par 574 voix contre 47, les participants à l'élection élisent cependant Francisco de Borbón y Escasany, duc de Séville, grand-maître sortant de l'obédience de Malte, en qualité de grand maître des obédiences réunifiées de Malte et de Paris,. Les chevaliers ne reconnaissant pas l'élection du duc de Séville organisent toutefois, le 10 septembre 2004, leur propre chapitre général aboutissant à l'élection de Charles-Philippe comme grand maître d'une nouvelle obédience dénommée « obédience d'Orléans ». Le 12 septembre 2004, le prince est installé en la cathédrale Sainte-Croix d'Orléans comme grand maître de son obédience, qui est placée sous la protection temporelle du comte de Paris et duc de France. Il démissionne cependant de cette fonction en mars 2010, invoquant des raisons personnelles. Le 20 novembre suivant, il est alors installé simple grand prieur de France et grand maître émérite, puis remplacé à la tête de l'ordre par son lointain cousin, le comte Jan Dobrzenský z Dobrzenicz (en).
En 2012, le prince Henri d'Orléans, comte de Paris et duc de France, annonce avoir retiré sa « protection temporelle » à l'ordre de Saint-Lazare, estimant que « ces associations [ne sont pas reconnues] par le Vatican » et que l'ordre « [ne jouit pas] de la protection spirituelle de Rome ». Malgré ce communiqué, l'ordre de Saint-Lazare, et en particulier l'obédience d'Orléans, continue de revendiquer la « protection temporelle de la Maison Royale de France », notamment dans une « déclaration de légitimité » d'octobre 2022. Le 23 juillet 2023, le prince Jean d'Orléans, comte de Paris, dans un communiqué, annonce qu'il ne reconnaît pas l'association dénommée « ordre militaire et hospitalier de Saint-Lazare de Jérusalem » car cette dernière continue « de façon ostentatoire ou ambigüe, […] à se réclamer de la Maison de France, en invoquant un lien particulier avec elle ou la « protection temporelle » de celle-ci ou de son Chef ».

#### Participation à des émissions de télévision
En décembre 2001, Charles-Philippe d'Orléans fait partie du jury de Miss France 2002. En octobre 2006, il est au jury de Miss Europe 2006.
Entre le 14 et le 27 avril 2006, il participe à l'émission de téléréalité quotidienne (et diffusée en première partie de soirée) Je suis une célébrité, sortez-moi de là !, présentée par Jean-Pierre Foucault et Christophe Dechavanne. D'après ses déclarations, la candidature du jeune homme est motivée par la volonté de recueillir des fonds destinés aux activités humanitaires de l'ordre de Saint-Lazare. Il est cependant éliminé la veille de la finale et c'est l'ancien champion cycliste Richard Virenque qui remporte la compétition.

#### Agence de conseil en intelligence économique et démêlés avec la Justice
En 2003, il fonde Institutions et entreprises, une agence de conseil en intelligence économique et études politico-militaires basée à Neuilly-sur-Seine.
Le 7 novembre 2006, il est interpellé et placé en garde à vue à Paris dans le cadre d'une affaire de déstabilisation économique touchant le laboratoire pharmaceutique clermontois Thea. Il est alors mis en examen pour « faux et usage de faux, dénonciation calomnieuse et usurpations d'identité »,. Le 14 avril 2008, le Parquet de Clermont-Ferrand requiert contre lui un renvoi devant le tribunal correctionnel. Le 8 septembre 2010, celui-ci le reconnaît coupable de faux et usage de faux, et le condamne à deux mois de prison avec sursis.
Il fait alors appel du jugement du tribunal correctionnel de Clermont. Le 16 février 2011, il comparait devant la cour d'appel de Riom. Le 16 mars, la cour d'appel de Riom rend son délibéré. Charles-Philippe d'Orléans est relaxé et donc innocenté de tous les chefs d'accusation qui pesaient contre lui. Peu après, Charles-Philippe publie un communiqué de presse faisant état de la reconnaissance de son innocence.

### Mariage et installation au Portugal

#### Vie sentimentale et familiale

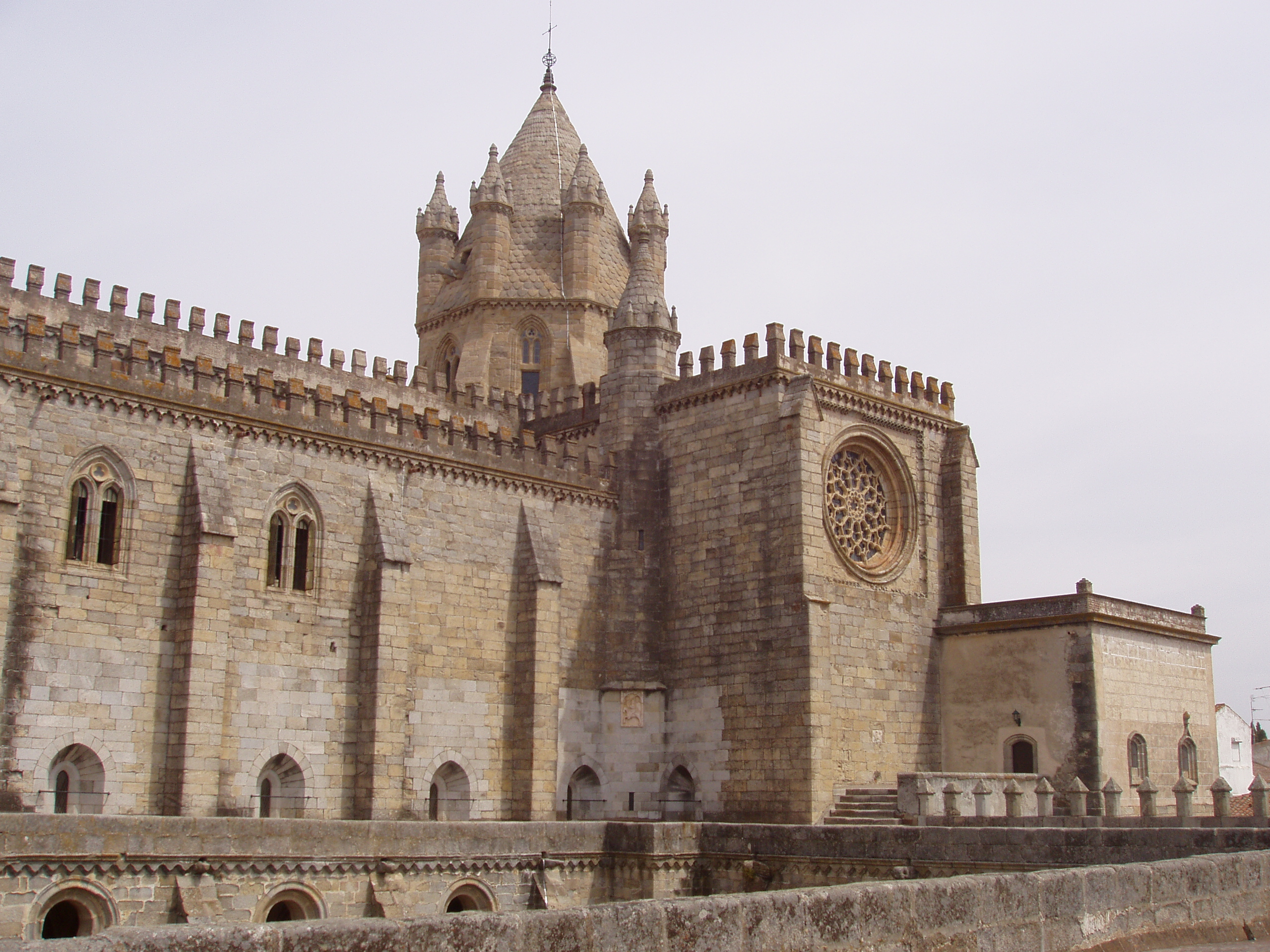
La cathédrale d'Évora.

Après avoir entretenu une longue relation avec la comtesse Élisabeth d'Udekem d'Acoz, sœur de la reine Mathilde de Belgique, le duc d'Anjou épouse l'aristocrate portugaise Diana Álvares Pereira de Melo (en), duchesse de Cadaval,. Le mariage, qui est célébré le 21 juin 2008 à la cathédrale d'Évora, réunit quatre cents convives, parmi lesquels Duarte de Portugal (parrain de la mariée), Pilar d'Espagne, Moulay Rachid du Maroc, Kardam de Bulgarie et le comte de Paris et duc de France.
Après leurs noces, le duc et la duchesse d'Anjou et de Cadaval s'installent au Portugal. Ils résident entre Estoril et Évora, où la duchesse possède le palais Cadaval (en). Le 22 février 2012, le couple donne naissance, à Lisbonne, à une fille, prénommée Isabelle. Baptisée quelques mois plus tard, Isabelle reçoit, pour marraine, la princesse Dora de Lowenstein et, pour parrain, le futur roi d'Espagne Felipe VI, ce qui est perçu par certains médias espagnols comme une forme de reconnaissance des revendications des Orléans sur la maison royale de France, par la maison royale d'Espagne,.

#### Engagements caritatifs
Dans le cadre de ses activités en lien avec l'ordre de Saint-Lazare, le duc d'Anjou s'implique dans le domaine humanitaire. Avec son épouse, il s'engage ainsi dans la lutte contre les mines antipersonnel, ce qui amène le couple à se rendre au Cambodge en 2008. La question de l'eau (et des océans) est un autre sujet qui importe particulièrement au couple,. Au fil des années, le prince et la princesse effectuent plusieurs missions humanitaires en Ukraine, au Rwanda, en Éthiopie et en Côte d'Ivoire.
À partir de 2014, Charles-Philippe d'Orléans organise, chaque année, le « bal de la Riviera », à Estoril. Destiné à lever des fonds en faveurs d'œuvres de bienfaisances, ce bal est aussi l'occasion de décerner des prix à des personnalités impliquées dans l'aide aux plus démunis,,,. Charles-Philippe travaille également pour la Fondation Prince-Albert-II -de-Monaco, qui se consacre à la protection de l'environnement dans les pays en voie de développement.

#### Activités professionnelles
Déjà auteur d'un roman intitulé Aurore de Trénarvan (2005),, Charles-Philippe publie, en 2011, un ouvrage consacré aux têtes couronnées exilées, par le passé, à Estoril. Écrit en portugais avant d'être traduit en français, ce livre est titré Rois en exil.
Au Portugal, Charles-Philippe d'Orléans est à la tête de Crown, une société spécialisée dans l'organisation d'événements pour des marques de prestige,. Chaque année, il travaille ainsi pour l'Open de tennis qui se tient à Estoril. Il dirige, par ailleurs, une compagnie de maroquinerie spécialisée dans la mode de luxe masculine et dont la production est basée en Espagne,.

### Nouvelles controverses

#### Défaite électorale et peine d'inéligibilité
Le 8 mai 2012, le duc d'Anjou s'engage en politique et dépose sa candidature « divers droite » aux élections législatives des 3 et 17 juin 2012, pour la 5e circonscription des Français établis hors de France, qui comprend Andorre, l'Espagne, Monaco et le Portugal,,. Éliminé au premier tour, il n'obtient que 3,05 % des suffrages et c'est le socialiste Arnaud Leroy qui remporte l'élection.
Un an plus tard, le 24 mai 2013, le Conseil constitutionnel déclare Charles-Philippe d'Orléans inéligible pour une durée de trois ans pour non-dépôt de son compte de campagne dans le délai légal.

#### Réaction à l'affaire Jérôme Cahuzac
En avril 2013, dans une tribune publiée sur sa page Facebook personnelle, Charles-Philippe d'Orléans déclare que « la France subit une crise profonde de l'autorité [et que] l'arrivée de François Hollande au pouvoir n'y apporte aucune réponse ». Il dénonce « le discours laxiste tenu par la gauche depuis 10 ans », ainsi que « la volonté [du gouvernement] de supprimer les peines planchers ou celle d'amnistier les violences commises par les syndicalistes ». Il ajoute que « le scandale Cahuzac discrédite l'ensemble du gouvernement et de la majorité ».
Cette prise de position est condamnée le 11 avril 2013 par son oncle, le prince Henri d'Orléans (1933-2019), comte de Paris, qui déclare dans un communiqué publié sur son site internet que « le prince Charles-Philippe [...] n'est nullement habilité à parler au nom de la Famille Royale de France ». Le comte de Paris ajoute qu'il se désolidarise de ces « propos outranciers et irresponsables qui lui ont peut-être été dictés ».

#### Réaction face à la tuerie deCharlie Hebdoet attentat de Grand-Bassam

Le slogan qui choque le prince.

Le 7 janvier 2015, se produit l'attentat contre la rédaction de Charlie Hebdo, à Paris. Quelques jours plus tard, alors qu'un large mouvement de solidarité s'est mis en place en faveur des victimes de la tuerie, Charles-Philippe d'Orléans fait polémique en publiant sur son compte Facebook des mots très durs contre le journal. Il écrit ainsi : « Je vais aller à contre-courant de la bienséance émotionnelle en me dissociant du mouvement « Je suis Charlie ». Non, je ne suis pas Charlie parce que je n’ai jamais aimé ce journal manichéen ». Il ajoute qu'il « condamne cet acte de barbarie et présente aux familles et proches des défunts [ses] plus sincères condoléances » mais qualifie aussi les caricaturistes du journal de « crayonneurs »,.
En mars 2016, le duc d'Anjou et son épouse se rendent en Côte d'Ivoire, à l'occasion d'un gala de la fondation Children of Africa, que préside la Première dame Dominique Ouattara. Le 13 mars 2016, le couple profite de ce séjour pour se rendre à la plage de Grand-Bassam avec des amis. Le petit groupe est alors confronté à un attentat islamiste qui fait vingt-deux morts, parmi lesquels les six attaquants, mais dont il ressort finalement indemne,,. C'est l'occasion pour le prince et son épouse de faire la une du magazine Point de vue.

#### Divorce et remariage en dehors des règles de la maison d'Orléans
En février 2022, la comtesse d'Évreux annonce à la presse du cœur espagnole qu'après quatorze ans de mariage, son fils et sa belle-fille ont pris la décision de se séparer,. En dépit des affirmations de sa mère, qui précise qu'« il n'y a pas de troisième personne » entre le couple, Charles-Philippe s'affiche, peu de temps après, avec la championne de tir et mannequin monégasque Naomi Kern (née Naomi-Valeska Salz,, veuve du styliste allemand Otto Kern), lors des Masters de tennis de Monte-Carlo.
Début décembre 2022, la prononciation du divorce de Charles-Philippe d'Orléans et de Diana de Cadaval est annoncée. Le 24 mars 2023, Charles-Philippe se fiance avec Naomi Kern. La future mariée n'exclut pas d'avoir un jour des enfants.
Le 26 juillet 2023, le prince Jean d'Orléans fait savoir dans un communiqué que le remariage de son cousin ne pourra être reconnu selon les règles de la maison royale de France. Charles-Philippe perdra alors son prédicat d'altesse royale, sa future épouse ne se verra accorder aucun des titres attachés à la maison de France et une éventuelle postérité issue de ce mariage ne pourra prendre rang dans l'ordre de succession orléaniste au trône de France. Le comte de Paris précise également que la première épouse de Charles-Philippe ainsi que leur fille conservent leurs titres et prédicats, le prince restant marié à Diana de Cadaval aux yeux de l'Église catholique qui ne reconnaît pas le divorce.
Le 9 septembre 2023, le mariage de Charles-Philippe d'Orléans et Naomi-Valeska Kern est célébré à Orléans,. Ne respectant pas le communiqué du comte de Paris confirmant l'usage du titre de duchesse d'Anjou à Diana de Cadaval, le site internet du duc d'Anjou donne toujours le prédicat d'altesse royale au prince Charles-Philippe et donne les titres de princesse d'Orléans et de duchesse d'Anjou (accompagnés du prédicat d'altesse royale) à Naomi-Valeska. Le dimanche 16 juin 2024, cette dernière, protestante de baptême, entre au sein de l'Église catholique romaine, faisant sa conversion à la foi catholique, sa confirmation et sa communion à Orléans.

#### Critique des Jeux olympiques d'été de 2024
Le 28 juillet 2024, le prince Charles-Philippe d'Orléans exprime de vives critiques à l'égard de la cérémonie d'ouverture des Jeux olympiques d'été se déroulant à Paris. Il déclare « pleurer de honte pour la France » en raison de ce qu'il considère comme des représentations irrespectueuses de l'histoire et de la culture française. Le duc d'Anjou décrit entre autres comme « scandaleuse et inappropriée » une mise en scène de Marie-Antoinette décapitée entonnant le chant révolutionnaire Ah ! ça ira, notamment en présence de plusieurs monarques étrangers dans les tribunes officielles, et juge « offensante et blasphématoire » une parodie de La Cène de Léonard de Vinci par des drag queens. Il estime que ces choix artistiques sont « en inadéquation avec l'esprit des Jeux olympiques » et contribuent à ternir l'image de la France sur la scène internationale,.
Descendant de « Philippe Égalité », Charles-Philippe d'Orléans s'était déjà fait remarquer, quelques années auparavant, en publiant sur son site officiel un communiqué appelant à transformer les célébrations du 14 Juillet en un jour de deuil national en mémoire des victimes de la Révolution française.

## Opinions politiques

### Monarchisme
Charles-Philippe d'Orléans affirme ne pas croire en la perspective d'une restauration de la monarchie en France, mais se montre plus ouvert en ce qui concerne le Portugal. Lors d'une interview au magazine Vanity Fair, il affirme ainsi : « Je préfère lutter pour les valeurs d'une république que pour une monarchie inexistante. Si mon pays vivait sous un régime monarchique, je serais heureux, sans aucun doute, mais il faut être honnête. Les valeurs de la République française me satisfont ; ce sont des valeurs humanistes, avec des racines chrétiennes ».

### Orléanisme
Concurrent de Louis de Bourbon pour ce qui est de la possession du titre de duc d'Anjou, Charles-Philippe soutient activement les prétentions de la maison d'Orléans en ce qui concerne la succession au trône de France. Bien qu'il affirme avoir « beaucoup d'affection » pour le chef des légitimistes, qui a été son camarade au lycée français de Madrid, il déclare que ce dernier « est un Espagnol […] qui a vécu toute sa vie en Espagne » et qui « n'a rien fait » pour la France. Il ajoute : « Il faut être honnête. Si tu prétends être l'héritier d'une maison, commence par faire quelque chose pour ton pays. Commence par y vivre. [Louis de Bourbon] n'a jamais vécu en France, il n'a jamais rien fait pour la France, et il n'a jamais payé le moindre impôt là-bas ».

## Titulature et controverses

### Titulature
Les titres portés actuellement par les membres de la maison d'Orléans n'ont pas d’existence juridique en France et sont considérés comme de simples titres de courtoisie. Ils sont attribués par le « chef de maison ».
- 10 décembre 1976 - 24 juin 1999 : comte Charles-Philippe d'Évreux ;
- 24 juin 1999 - 8 décembre 2004 : Son Altesse Royale le prince Charles-Philippe d'Orléans ;
- 8 décembre 2004 - 21 juin 2008 : Son Altesse Royale le duc d'Anjou ;
- 21 juin 2008 - 29 novembre 2022 : Son Altesse Royale le duc d'Anjou et de Cadaval ;
- 29 novembre 2022 - 9 septembre 2023 : Son Altesse Royale le duc d'Anjou ;
- Depuis le 9 septembre 2023 : prince Charles-Philippe d'Orléans, duc d'Anjou[13].

### Controverses sur les titres
Bien que son grand-père ne lui ait jamais reconnu d'autre titre que celui de « comte Charles-Philippe d'Évreux », il déclare : « Je suis prince parce que mon grand-père était le comte de Paris et le chef de la Maison royale de France. Mon père est prince de France, moi d'Orléans. Nous sommes la descendance directe du dernier roi et de la dynastie des Capétiens ».
Concernant le titre de duc d'Anjou, Charles-Philippe estime que Louis de Bourbon « prétend porter un titre qui est le [sien] ». Désireux d'éteindre les polémiques, il ajoute : « Mais au fond, qu'est-ce que cela importe ? Nous parlons d'un titre français et la France est une république. […] Je suis duc d'Anjou, il dit qu'il est duc d'Anjou, mais ça ne m'ennuie pas ».
De son côté, le secrétariat de Louis de Bourbon déplore « l’attribution abusive par Henri d'Orléans du titre de duc d'Anjou à Charles Philippe ».

## Quartiers de Charles-Philippe d'Orléans
|  |                                             |  |  |  |  |  |  |  |  |  |  |  |  |  |  |  |
|  | 16. Robert d'Orléans                        |  |  |  |  |  |  |  |  |  |  |  |  |  |  |  |
|  |                                             |  |  |  |  |  |  |  |  |  |  |  |  |  |  |  |
|  |                                             |  |  |  |  |  |  |  |  |  |  |  |  |  |  |  |
|  | 8. Jean d'Orléans                           |  |  |  |  |  |  |  |  |  |  |  |  |  |  |  |
|  |                                             |  |  |  |  |  |  |  |  |  |  |  |  |  |  |  |
|  |                                             |  |  |  |  |  |  |  |  |  |  |  |  |  |  |  |
|  | 17. Françoise d'Orléans                     |  |  |  |  |  |  |  |  |  |  |  |  |  |  |  |
|  |                                             |  |  |  |  |  |  |  |  |  |  |  |  |  |  |  |
|  |                                             |  |  |  |  |  |  |  |  |  |  |  |  |  |  |  |
|  | 4. Henri d'Orléans                          |  |  |  |  |  |  |  |  |  |  |  |  |  |  |  |
|  |                                             |  |  |  |  |  |  |  |  |  |  |  |  |  |  |  |
|  |                                             |  |  |  |  |  |  |  |  |  |  |  |  |  |  |  |
|  | 18. Philippe d'Orléans                      |  |  |  |  |  |  |  |  |  |  |  |  |  |  |  |
|  |                                             |  |  |  |  |  |  |  |  |  |  |  |  |  |  |  |
|  |                                             |  |  |  |  |  |  |  |  |  |  |  |  |  |  |  |
|  | 9. Isabelle d'Orléans                       |  |  |  |  |  |  |  |  |  |  |  |  |  |  |  |
|  |                                             |  |  |  |  |  |  |  |  |  |  |  |  |  |  |  |
|  |                                             |  |  |  |  |  |  |  |  |  |  |  |  |  |  |  |
|  | 19. Marie-Isabelle d'Orléans                |  |  |  |  |  |  |  |  |  |  |  |  |  |  |  |
|  |                                             |  |  |  |  |  |  |  |  |  |  |  |  |  |  |  |
|  |                                             |  |  |  |  |  |  |  |  |  |  |  |  |  |  |  |
|  | 2. Michel d'Orléans                         |  |  |  |  |  |  |  |  |  |  |  |  |  |  |  |
|  |                                             |  |  |  |  |  |  |  |  |  |  |  |  |  |  |  |
|  |                                             |  |  |  |  |  |  |  |  |  |  |  |  |  |  |  |
|  | 20. Gaston d'Orléans                        |  |  |  |  |  |  |  |  |  |  |  |  |  |  |  |
|  |                                             |  |  |  |  |  |  |  |  |  |  |  |  |  |  |  |
|  |                                             |  |  |  |  |  |  |  |  |  |  |  |  |  |  |  |
|  | 10. Pierre d'Orléans-Bragance               |  |  |  |  |  |  |  |  |  |  |  |  |  |  |  |
|  |                                             |  |  |  |  |  |  |  |  |  |  |  |  |  |  |  |
|  |                                             |  |  |  |  |  |  |  |  |  |  |  |  |  |  |  |
|  | 21. Isabelle du Brésil                      |  |  |  |  |  |  |  |  |  |  |  |  |  |  |  |
|  |                                             |  |  |  |  |  |  |  |  |  |  |  |  |  |  |  |
|  |                                             |  |  |  |  |  |  |  |  |  |  |  |  |  |  |  |
|  | 5. Isabelle d'Orléans-Bragance              |  |  |  |  |  |  |  |  |  |  |  |  |  |  |  |
|  |                                             |  |  |  |  |  |  |  |  |  |  |  |  |  |  |  |
|  |                                             |  |  |  |  |  |  |  |  |  |  |  |  |  |  |  |
|  | 22. Jean Wenceslas Dobrzensky de Dobrzenicz |  |  |  |  |  |  |  |  |  |  |  |  |  |  |  |
|  |                                             |  |  |  |  |  |  |  |  |  |  |  |  |  |  |  |
|  |                                             |  |  |  |  |  |  |  |  |  |  |  |  |  |  |  |
|  | 11. Élisabeth Dobrzensky de Dobrzenicz      |  |  |  |  |  |  |  |  |  |  |  |  |  |  |  |
|  |                                             |  |  |  |  |  |  |  |  |  |  |  |  |  |  |  |
|  |                                             |  |  |  |  |  |  |  |  |  |  |  |  |  |  |  |
|  | 23. Élisabeth Kottulinsky de Kottulin       |  |  |  |  |  |  |  |  |  |  |  |  |  |  |  |
|  |                                             |  |  |  |  |  |  |  |  |  |  |  |  |  |  |  |
|  |                                             |  |  |  |  |  |  |  |  |  |  |  |  |  |  |  |
|  | 1. Charles-Philippe d'Orléans               |  |  |  |  |  |  |  |  |  |  |  |  |  |  |  |
|  |                                             |  |  |  |  |  |  |  |  |  |  |  |  |  |  |  |
|  |                                             |  |  |  |  |  |  |  |  |  |  |  |  |  |  |  |
|  | 24. Émilien Joseph Pasquier de Franclieu    |  |  |  |  |  |  |  |  |  |  |  |  |  |  |  |
|  |                                             |  |  |  |  |  |  |  |  |  |  |  |  |  |  |  |
|  |                                             |  |  |  |  |  |  |  |  |  |  |  |  |  |  |  |
|  | 12. Albert Joseph Pasquier de Franclieu     |  |  |  |  |  |  |  |  |  |  |  |  |  |  |  |
|  |                                             |  |  |  |  |  |  |  |  |  |  |  |  |  |  |  |
|  |                                             |  |  |  |  |  |  |  |  |  |  |  |  |  |  |  |
|  | 25. Jeanne Louise Dugas-Vialis              |  |  |  |  |  |  |  |  |  |  |  |  |  |  |  |
|  |                                             |  |  |  |  |  |  |  |  |  |  |  |  |  |  |  |
|  |                                             |  |  |  |  |  |  |  |  |  |  |  |  |  |  |  |
|  | 6. Bruno Marie Pasquier de Franclieu        |  |  |  |  |  |  |  |  |  |  |  |  |  |  |  |
|  |                                             |  |  |  |  |  |  |  |  |  |  |  |  |  |  |  |
|  |                                             |  |  |  |  |  |  |  |  |  |  |  |  |  |  |  |
|  | 26. Louis Chardiny                          |  |  |  |  |  |  |  |  |  |  |  |  |  |  |  |
|  |                                             |  |  |  |  |  |  |  |  |  |  |  |  |  |  |  |
|  |                                             |  |  |  |  |  |  |  |  |  |  |  |  |  |  |  |
|  | 13. Marguerite Marie Chardiny               |  |  |  |  |  |  |  |  |  |  |  |  |  |  |  |
|  |                                             |  |  |  |  |  |  |  |  |  |  |  |  |  |  |  |
|  |                                             |  |  |  |  |  |  |  |  |  |  |  |  |  |  |  |
|  | 27. Clotilde Blanc                          |  |  |  |  |  |  |  |  |  |  |  |  |  |  |  |
|  |                                             |  |  |  |  |  |  |  |  |  |  |  |  |  |  |  |
|  |                                             |  |  |  |  |  |  |  |  |  |  |  |  |  |  |  |
|  | 3. Béatrice Pasquier de Franclieu           |  |  |  |  |  |  |  |  |  |  |  |  |  |  |  |
|  |                                             |  |  |  |  |  |  |  |  |  |  |  |  |  |  |  |
|  |                                             |  |  |  |  |  |  |  |  |  |  |  |  |  |  |  |
|  | 28. Jules Marie Térisse                     |  |  |  |  |  |  |  |  |  |  |  |  |  |  |  |
|  |                                             |  |  |  |  |  |  |  |  |  |  |  |  |  |  |  |
|  |                                             |  |  |  |  |  |  |  |  |  |  |  |  |  |  |  |
|  | 14. Jules Emile Térisse                     |  |  |  |  |  |  |  |  |  |  |  |  |  |  |  |
|  |                                             |  |  |  |  |  |  |  |  |  |  |  |  |  |  |  |
|  |                                             |  |  |  |  |  |  |  |  |  |  |  |  |  |  |  |
|  | 29. Marie Marthe Fouillouse                 |  |  |  |  |  |  |  |  |  |  |  |  |  |  |  |
|  |                                             |  |  |  |  |  |  |  |  |  |  |  |  |  |  |  |
|  |                                             |  |  |  |  |  |  |  |  |  |  |  |  |  |  |  |
|  | 7. Jacqueline Françoise Térisse             |  |  |  |  |  |  |  |  |  |  |  |  |  |  |  |
|  |                                             |  |  |  |  |  |  |  |  |  |  |  |  |  |  |  |
|  |                                             |  |  |  |  |  |  |  |  |  |  |  |  |  |  |  |
|  | 30. Stéphane Hippolyte de Laizer            |  |  |  |  |  |  |  |  |  |  |  |  |  |  |  |
|  |                                             |  |  |  |  |  |  |  |  |  |  |  |  |  |  |  |
|  |                                             |  |  |  |  |  |  |  |  |  |  |  |  |  |  |  |
|  | 15. Marie Hélène de Laizer                  |  |  |  |  |  |  |  |  |  |  |  |  |  |  |  |
|  |                                             |  |  |  |  |  |  |  |  |  |  |  |  |  |  |  |
|  |                                             |  |  |  |  |  |  |  |  |  |  |  |  |  |  |  |
|  | 31. Marie Louise Ruinart de Brimont         |  |  |  |  |  |  |  |  |  |  |  |  |  |  |  |
|  |                                             |  |  |  |  |  |  |  |  |  |  |  |  |  |  |  |
|  |                                             |  |  |  |  |  |  |  |  |  |  |  |  |  |  |  |

## Décorations
Charles-Philippe d'Orléans est, entre autres, titulaire des décorations qui suivent : 

### Décorations militaires françaises
- Médaille de l'Outre-Mer (France, à titre militaire) ;
- Médaille de la Défense nationale (France, à titre militaire) ;
- Médaille de reconnaissance de la Nation (France, à titre militaire) ;
- Médaille commémorative française pour l'ex-Yougoslavie (France, à titre militaire).

### Décorations militaires étrangères
- Médaille commémorative de l'OTAN pour l'ex-Yougoslavie (OTAN, à titre militaire) ;
- Médaille commémorative de l'OTAN pour le Kosovo (OTAN, à titre militaire).

### Décorations dynastiques étrangères
- Commandeur de l’ordre de la reine de Saba (dynastie salomonide d'Éthiopie)[93] ;

### Autres distinctions
- Grand-croix de justice de l’ordre militaire et hospitalier de Saint-Lazare (ordre de Saint-Lazare)[93].
- Grand-prieur de France et grand-maître émérite de l'ordre de Saint-Lazare ;
- Président d'honneur de l'association Unité capétienne ;
- Membre du jury du prix littéraire Hugues-Capet.

### Publications de Charles-Philippe d'Orléans
- (fr) Prince Charles-Philippe d'Orléans, Aurore de Trénarvan, Paris, Éditions Dualpha, Collection « À cette époque », 2005 (ISBN 2915461317).
- (pt) Charles-Philippe d'Orléans, Reis no Exílio : Portugal refúgio real, Lisbonne, A Esfera dos Livros, 2011 (ISBN 9789896263454).
- (fr) Charles-Philippe d'Orléans, Rois en exil : Quand les cours d'Europe trouvaient refuge au Portugal, Express Roularta, 2012 (ISBN 2843439108).

### Ouvrages à caractère généalogique
- Chantal de Badts de Cugnac et Guy Coutant de Saisseval, Le Petit Gotha, Paris, 2002 (ISBN 2950797407), p. 470.
- Philippe de Montjouvent, « Charles-Philippe Marie Louis d'Orléans », dans Le comte de Paris et sa descendance, Paris, Éditions du Chaney, 1998, 480 p. (ISBN 2913211003), p. 322-323.

### Autre ouvrage
- (fr) Isabelle Comtesse de Paris, Mon bonheur de grand-mère, Paris, Robert Laffont, 1999 (ISBN 2221079973).